# Raul L. Reyes
Raul Reyes (Corpus Christi, Texas, 1983) fue elegido alcalde de El Cenizo, Texas el 2 de noviembre de 2004 en un triunfo electoral histórico no solo en El Cenizo, haciendo de él el alcalde más joven en la historia de la ciudad, sino siendo proclamado también el alcalde más joven de Texas.
En 1992 su madre y sus tres jóvenes hermanos se mudaron a El Cenizo.
Tras ganar las elecciones fue conocido por oficializar el idioma español como único oficial de la ciudad debido a la gran presencia de hispanos en la ciudad.
- Datos: Q6100698